# Nagroda TVyNovelas (Meksyk) najlepszy czarny charakter wśród aktorów
Nagroda TVyNovelas w kategorii najlepszy czarny charakter wśród aktorów (najlepszy złoczyńca / najlepszy antagonista) w telenoweli (hiszp. El Premio TVyNovelas al mejor villano / Mejor actor antagónico)

## Lista zwycięzców
| Rok  | Aktor                  | Telenowela                |
| ---- | ---------------------- | ------------------------- |
| 1983 | Miguel Palmer          | Al final del arco iris    |
| 1984 | Humberto Zurita        | El maleficio              |
| 1985 | Sergio Jiménez         | La traición               |
| 1986 | Enrique Álvarez Félix  | De pura sangre            |
| 1987 | Alejandro Camacho      | Cuna de lobos             |
| 1988 | Sebastián Ligarde      | Quinceañera               |
| 1989 | Enrique Rocha          | Pasión y poder            |
| 1990 | Fernando Ciangherotti  | Mi segunda madre          |
| 1991 | Enrique Rocha          | Yo compro esa mujer       |
| 1992 | Gonzalo Vega           | En carne propia           |
| 1993 | José Elías Moreno      | De frente al sol          |
| 1994 | Sebastián Ligarde      | Entre la vida y la muerte |
| 1995 | Alejandro Camacho      | Imperio de cristal        |
| 1996 | Salvador Sánchez       | La dueña                  |
| 1997 | Roberto Ballesteros    | Cañaveral de pasiones     |
| 1998 | Héctor Suárez Gomis    | Salud, dinero y amor      |
| 1999 | Enrique Rocha          | Cristina                  |
| 2000 | Manuel Ojeda           | Labirynt namiętności      |
| 2001 | César Évora            | W niewoli uczuć           |
| 2002 | Alejandro Tommasi      | El manantial              |
| 2003 | Enrique Rocha          | Ścieżki miłości           |
| 2004 | César Évora            | Zaklęte serce             |
| 2005 | Fabián Robles          | Apuesta por un amor       |
| 2006 | Sergio Goyri           | Piel de otoño             |
| 2007 | César Évora            | Mundo de fieras           |
| 2008 | Sergio Sendel          | Miłość jak tequila        |
| 2009 | Guillermo García Cantú | Fuego en la sangre        |
| 2010 | David Zepeda           | Zaklęta miłość            |
| 2011 | Juan Carlos Barreto    | Para volver a amar        |
| 2012 | Juan Ferrara           | Miłość i przeznaczenie    |
| 2013 | Marcelo Córdoba        | Ja, ona i Eva             |
| 2014 | Manuel Ojeda           | Burza                     |
| 2015 | Flavio Medina          | Yo no creo en los hombres |
| 2016 | Fernando Colunga       | Pasión y poder            |
| 2017 | Juan Carlos Barreto    | La candidata              |
| 2018 | Marcelo Córdoba        | Enamorándome de Ramón     |